# Enciclopedia biografica universale
L'Enciclopedia biografica universale è un dizionario biografico in 20 volumi realizzato dall'Istituto dell'enciclopedia italiana e inteso a raccogliere 60 000 voci biografiche di personaggi illustri di tutti i tempi e di tutti i luoghi.

## Caratteristiche
L'opera è stata pubblicata dall'Istituto dell'enciclopedia italiana e dal Gruppo Editoriale L'Espresso nel 2006 e distribuita nelle edicole assieme a vari periodici o quotidiani nel 2007. Le voci riguardano personaggi "universali", ossia di ogni paese, non necessariamente defunti, con l'esclusione dei personaggi mitologici, di quelli biblici, dei personaggi letterari e dei giornalisti viventi.
Nel 2009 l'Enciclopedia biografica universale è stata resa disponibile on-line.

## Volumi
- 1: A-Arion
- 2: Arios-Berbe
- 3: Berce-Bury
- 4: Burzi-Cippe
- 5: Cippi-Demor
- 6: Demos-Falla
- 7: Fallad-Gari
- 8: Garin-Grani
- 9: Grano-Hurwi
- 10: Hus-Labov
- 11: Labow-Lucas
- 12: Lucat-Maure
- 13: Mauri-Murcu
- 14: Murdi-Papag
- 15: Papan-Preti
- 16: Preto-Rugen
- 17: Rugge-Silsbe
- 18: Silva-Tessa
- 19: Tesse-Ville
- 20: Villi-Zype